# شر البلية (مسلسل)
شر البلية مسلسل يمني كوميدي ساخر، اجتماعي، أُنتج منه خمسة أجزاء متتالية من عام 2004م وحتى العام 2008م أنتجت قناة اليمن الجزء الأول والثاني فيما أنتجت أكشن للإنتاج الفني بقية الأجزاء، من تأليف عبد الله ناصر سليمان وإخراج وسيناريو عبدالحكيم الحكيمي. بُثت الأجزاء الخمسة عبر شاشة القناة الفضائية اليمنية وقناة سبأ المسلسل بطولة إبراهيم الأشموري وعبد الناصر العراسي، وسراب عادل ويحيى الحيمي وفتحية إبراهيم ومحمد الحبيشي والممثلة سالي حمادة وشارك في الجزء الرابع الذي تكلف إنتاجه 60 مليون ريال يمني الفنان الكبير آدم سيف.